# Droga krajowa B274 (Niemcy)
Droga krajowa 274 (niem. Bundesstraße 274) – niemiecka droga krajowa łącząca drogę B42 w Sankt Goarhausen z drogą B54 w Zollhaus.